# Vetements
Vetements è un marchio di abbigliamento e calzature francese fondato da Demna Gvasalia nel 2014.
Il fondatore prima di creare Vetements fece svariati anni di esperienza lavorando con brand di alto livello quali Louis Vuitton, Céline, Balenciaga e Maison Margiela.

## Collaborazioni
Vetements ha collaborato con svariati brand che hanno portato l'azienda ad essere conosciuta a livello mondiale nell'industria dello streetwear.
Alcune tra le più rinomate collaborazioni, Brioni, Carhartt, Champion, Church's, Dr. Martens, Eastpak, Levi's, Mackintosh, Manolo Blahnik, Reebok e Schott NYC. Ci fu anche una collezione in collaborazione con IKEA che però non venne venduta.